# Un uomo di carattere
Un uomo di carattere (True Grit: A Further Adventure) è un film per la televisione del 1978 diretto da Richard T. Heffron con Lee Montgomery.
Si tratta di un sequel dei film Il Grinta, con John Wayne (1969),  e Torna "El Grinta" (1975), con lo stesso attore affiancato da Katharine Hepburn.